# 바콜리
바콜리(이탈리아어: Bacoli)는 이탈리아 캄파니아주의 나폴리현의 코무네다. 나폴리로부터 북쪽으로 약 9km 거리에 있다.

## 자매 도시
- 그리스 키미 (1983년 이후)[1]
- 이탈리아 마르케주 (2001년 이후)[2]
- 시리아 코바니 (2015년 이후)[3]